# Riepe (Bad Fallingbostel)
Riepe ist ein Ortsteil von Bad Fallingbostel im Landkreis Heidekreis in Niedersachsen und ist mit 76 Einwohnern der kleinste der fünf Ortsteile.

## Geografie
Der Ort liegt etwa 10 km nördlich der Kernstadt von Bad Fallingbostel und ebenfalls etwa 10 km südwestlich der Nachbarstadt Soltau an der Kreisstraße 141.
Zu Riepe gehören auch die Weiler Avenriep, Neddenriep, Amtsfelde und Grubenthal.
Obwohl Riepe nur 0,56 Prozent der Gesamtbevölkerung von Bad Fallingbostel beheimatet, umfasst der Ort 17 Prozent der Fläche, was auf die landwirtschaftliche Bedeutung Riepes hindeutet. Das 1978 errichtete Feuerwehrhaus dient auch als Dorfgemeinschaftshaus und Wahllokal und stellt damit das Zentrum des kleinen Ortes dar.

## Geschichte
Am 1. März 1974 wurde Riepe in die Kreisstadt Fallingbostel eingegliedert.

## Politik
Ortsvorsteher ist Hans-Heinrich von Hofe.

## Wirtschaft und Infrastruktur
Riepe ist geprägt von Land- und Forstwirtschaft. Daneben gibt es Vermietung von Ferienwohnungen.
Durch den Ort führt in Nord-Süd-Richtung von Woltem nach Dorfmark die Kreisstraße K142. Von Nordost nach Südwest verläuft die Kreisstraße K141 (Willingen-Kroge) durch den Ort. In Riepe gibt es keine Straßennamen. Der Orts- bzw. Weilername in Verbindung mit der fortlaufend vergebenen Hausnummer ist zugleich Hausanschrift.